# Ho Či Minovo mauzoleum
Ho Či Minovo mauzoleum (vietnamsky Lăng Chủ tịch Hồ Chí Minh) je mauzoleum, které slouží jako místo posledního odpočinku vietnamského revolučního vůdce a prezidenta Ho Či Mina v Hanoji, hlavním městě Vietnamu. Je to velká budova umístěná v centru náměstí Ba Đình, naproti budově státního parlamentu, kde Ho, předseda Dělnické strany Vietnamu od roku 1951 až do své smrti v roce 1969, přečetl 2. září 1945 Deklaraci nezávislosti, zakládající Vietnamskou demokratickou republiku. Pro veřejnost je otevřeno každé ráno, případně dopoledne, s výjimkou pondělí.

## Historie

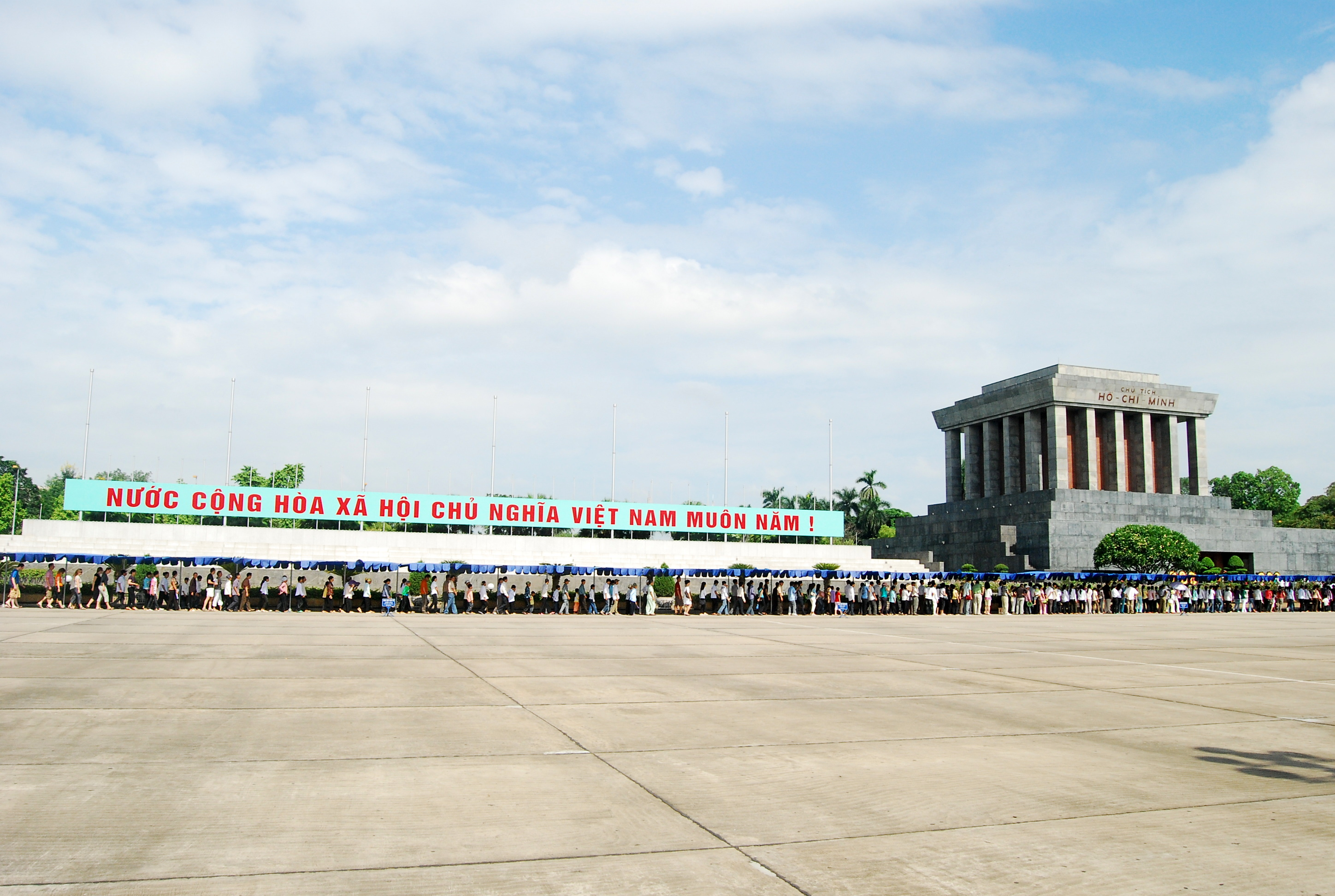
Fronta návštěvníků před mauzoleem

O jeho zbudování bylo rozhodnuto po smrti Ho Či Mina 2. září 1969, výrazné osobnosti boje za nezávislost Vietnamu na francouzské nadvládě a prvního prezidenta nezávislé země. Došlo k němu navzdory poslední vůli zemřelého, kterou byla kremace a rozptýlení jeho popela na místech v severní, střední a jižní části země, což ideově ovlivnila probíhající válka ve Vietnamu, probíhájící mezi státy Severního a Jižního Vietnamu. 
Stavební práce započaly 2. září 1973 a mauzoleum bylo formálně slavnostně otevřeno 29. srpna 1975, tedy čtyři měsíce po ukončení války. Bylo výrazně inspirováno projektem a myšlenkou Leninova mauzolea v Moskvě, v tehdejším Sovětském svazu. Ostatky prezidenta Ho byly nabalzamovány a veřejně vystaveny veřejnosti.
V červnu 2015 navštívil Ho Či Minovo mauzoleum čínský prezident Si Ťin-pching. V červenci 2022 navštívil Ho Či Minovo mauzoleum ruský ministr zahraničí Sergej Lavrov.
V dubnu 2023 navštívil Ho Či Minovo mauzoleum český premiér Petr Fiala. V červnu 2024 položil věnec k Ho Či Minovu mauzoleu ruský prezident Vladimir Putin.

## Architektura stavby

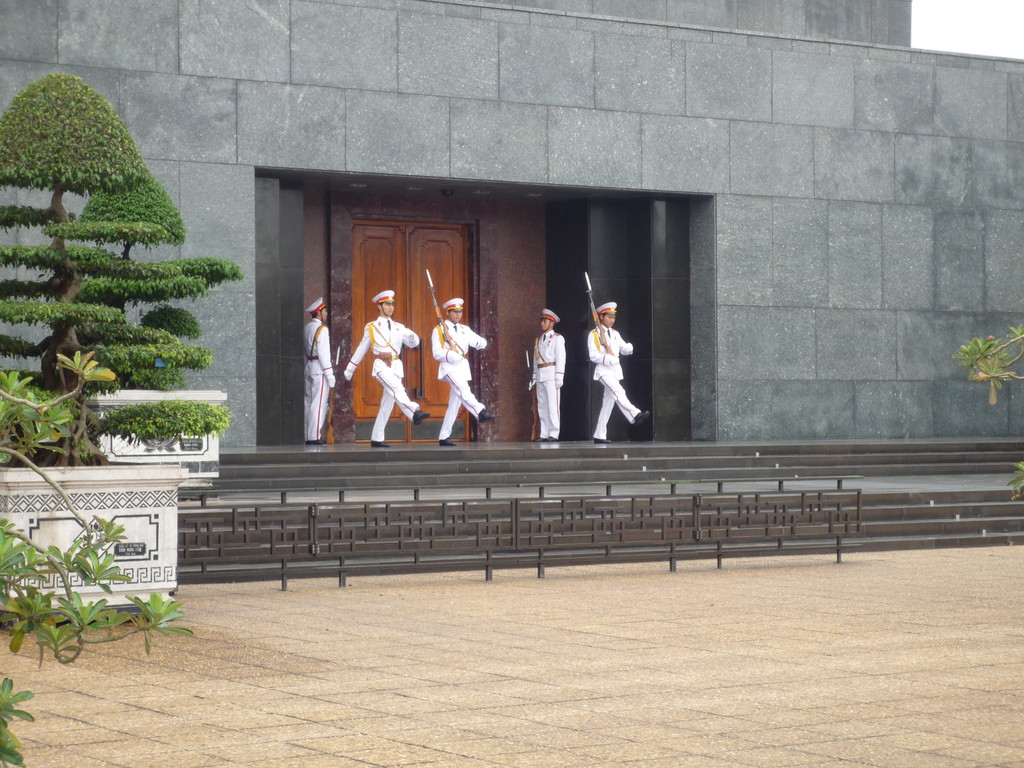
Střídání stráží před hlavním vstupem do mauzoleu

Od základního konceptu moskevského mauzolea se liší výraznými prvky vietnamské tradiční architektury, jako je např. šikmá, respektive klenutá, střecha. Exteriér je obložen šedou žulou, zatímco interiér pokrývá šedý, černý a červený leštěný kámen. Budova tvoří tzv. portikus, na jehož vrcholu stojí nápis „Chủ tịch Hồ-Chí-Minh“ (prezident Ho Či Min).
Podél prostranství v délce několika desítek metrů se pak nachází vztyčený nápis s textem „Nước Cộng Hòa Xã Hội Chủ Nghĩa Việt Nam Muôn Năm“ (Ať žije Vietnamská socialistická republika).
Konstrukce stavby je 21, metrů vysoká a 41, 2 metrů široká. Mauzoleum lemují dvě plošiny se sedmi schody pro prohlížení průvodu. 
Náměstí před mauzoleem je rozděleno na 240 zelených čtverců oddělených cestičkami. Zahrady obklopující mauzoleum mají téměř 250 různých druhů rostlin a květin, všechny z různých oblastí Vietnamu. Také při přehlídkách je tribuna používána jako vyhlídkové pódium pro vedoucí představitele státu, rovněž podobné jako tribuny na vrcholu Leninovy hrobky.

## Ostatky Ho Či Mina
Nabalzamované tělo prezidenta Ho Či Mina je uchováno v chlazené centrální hale mauzolea, kterou chrání vojenská čestná stráž v bílých uniformách. Tělo leží ve skleněné vitríně s tlumenými světly. Mauzoleum je obecně přístupné veřejnosti, pro jeho navštívení je pak nutné dodržet jisté podmínky, jako například nevstupovat do areálu v oděvu s odhalenými rameny či koleny, v hlavní hale je rovněž zakázáno focení.
Stavebně je umístěno v těsné blízkosti parkově upravených zahrad Prezidentského paláce, kde ve skromnějších podmínkách někdejšího zahradníkova domu Ho Či Min žil. Rovněž několik set metrů od mauzolea bylo postaveno Ho Či Minovo muzeum.